# Guatemaltekische Fußballnationalmannschaft
Die guatemaltekische Fußballnationalmannschaft ist die Fußballnationalmannschaft des zentralamerikanischen Staates Guatemala.
Bisher ist es der Mannschaft noch nicht gelungen, sich für die Fußball-Weltmeisterschaft zu qualifizieren. Beim CONCACAF Gold Cup 1996 konnte die Nationalmannschaft ihr bisher bestes Ergebnis erzielen. Beim Turnier in den USA erreichte sie hinter Mexiko, Brasilien und dem Gastgeber den vierten Platz.

## Turniere

### Olympische Spiele
| 1900 bis 1964        | nicht teilgenommen               |
| 1968 in Mexiko-Stadt | Viertelfinale                    |
| 1972 in München      | nicht qualifiziert               |
| 1976 in Montreal     | Vorrunde                         |
| 1980 in Moskau       | nicht qualifiziert               |
| 1984 in Los Angeles  | nicht qualifiziert               |
| 1988 in Seoul        | Vorrunde (Nachrücker für Mexiko) |

Nach 1988 hat die A-Nationalmannschaft nicht mehr an den Olympischen Spielen und den Qualifikationsspielen dazu teilgenommen. Eine Olympiamannschaft konnte sich bisher nicht qualifizieren.

### Weltmeisterschaft
- 1930 bis 1954 – nicht teilgenommen
- 1958 – In der Qualifikation zur WM 1958 in Schweden traf man in der Gruppe 1 auf Costa Rica und Curacao. Nach 3 sportlichen Niederlagen und einem am grünen Tisch gewerteten Spiel schied man punktlos als Gruppenletzter aus.
- 1962 – In der Qualifikation zur WM 1962 in Chile traf man in der Gruppe 2 erneut auf Costa Rica sowie Honduras. Mit einer sportlichen Niederlage, 2 Unentschieden und wiederum einem am grünen Tisch verlorenen Spiel schied man wieder als Gruppenletzter aus.
- 1966 – nicht teilgenommen
- 1970 – In der Qualifikation zur WM 1970 in Mexiko musste man nach einem Sieg, zwei Unentschieden und einer Niederlage hinter Haiti und vor Trinidad & Tobago als Zweiter die Segel streichen.
- 1974 – In der Qualifikation zur WM 1974 in Deutschland konnte man sich in der 1. Runde mit zweimal 1:0 gegen El Salvador durchsetzen. In der zweiten und letzten Runde schied man als Gruppenfünfter hinter Haiti, Trinidad & Tobago, Mexiko und Honduras, jedoch vor den niederländischen Antillen mit vier Unentschieden und zwei Niederlagen aus.
- 1978 – In der Qualifikation zur WM 1978 in Argentinien traf man in der 1. Runde auf El Salvador, Costa Rica und Panama. Man konnte sich nach drei Siegen, zwei Unentschieden und einer Niederlage als Erster für die 2. Runde qualifizieren. Dort schied man mit einem Sieg, einem Unentschieden und drei Niederlagen jedoch wieder als Fünfter aus. Diesmal hinter Mexiko, Haiti, El Salvador und Kanada, aber vor Suriname.
- 1982 – In der Qualifikation zur WM 1982 in Spanien erreichte man nicht einmal mehr die Finalrunde, sondern schied in der 1. Runde als Gruppendritter gegen Honduras, El Salvador, Costa Rica und Panama aus.
- 1986 – In der Qualifikation zur WM 1986 in Mexiko erhielt man in der 1. Runde ein Freilos, schied dann aber in der 2. Runde nach zwei Siegen, einem Unentschieden und einer Niederlage hinter Kanada und vor Haiti aus.
- 1990 – In der Qualifikation zur WM 1990 in Italien setzte man sich in der 1. Runde gegen Kuba (1:0/1:1) und der 2. Runde gegen Kanada (1:0/2:3) durch. In der Endrunde spielte man gegen Costa Rica, die USA, Trinidad & Tobago, sowie El Salvador. Mit einem Sieg, einem Remis und vier Niederlagen schied man als Vierter vor El Salvador aus.
- 1994 – In der Qualifikation zur WM 1994 in den USA musste man in der 1. Runde gegen Honduras antreten und schied mit 0:0 und 0:2 aus.
- 1998 – In der Qualifikation zur WM 1998 in Frankreich traf man in der Vorrunde auf Nicaragua und setzte sich mit 1:0 und 2:1 durch. In der Gruppe 1 der Halbfinalrunde trat man gegen die USA, Costa Rica und Trinidad & Tobago an. Nach zwei Siegen, zwei Remis und zwei Niederlagen schied man jedoch als Gruppendritter aus.
- 2002 – In der Qualifikation zur WM 2002 in Japan und Südkorea wurde man in der Zentralzone 1 der 1. Runde gegen El Salvador und Belize gelost. Als Gruppenzweiter musste man in die Interzonen-Qualifikation, wo man sich mit 4:0 und 3:1 gegen Haiti durchsetzen konnte. In der Zwischenrunde traf man in Gruppe 3 auf die USA, Costa Rica und Barbados. Diese Runde beendete man punkt- und torgleich mit Costa Rica als Zweiter bzw. Dritter, musste in einem Entscheidungsspiel jedoch mit 2:5 den Kürzeren ziehen.
- 2006 – In der Qualifikation zur WM 2006 in Deutschland traf man in der 2. Runde auf Suriname und zog mit 1:1 und 3:1 in die 3. Runde ein. Dort konnte man sich in einer Gruppe mit Costa Rica, Honduras und Kanada als Gruppendritter für die 4. Runde qualifizieren. In dieser scheiterte man mit 11 Punkten nur knapp an den USA, Mexiko, Costa Rica und Trinidad & Tobago und ließ Panama deutlich hinter sich.
- 2010 – Im Rahmen der Qualifikation zur Fußball-Weltmeisterschaft 2010 in Südafrika traf das Team in der zweiten Runde der CONCACAF-Zone auf St. Lucia. Das Hinspiel am 14. Juni 2008 in Guatemala-Stadt endete 6:0, das Rückspiel fand am 21. Juni in Los Angeles (USA) statt. Guatemala gewann hier 3:1. In der dritten Runde der Qualifikation trafen die Mittelamerikaner auf die USA, Trinidad & Tobago und Kuba. Am Ende belegte man den 3. Platz und qualifizierte sich damit nicht für die Weltmeisterschaft 2010 in Südafrika.
- 2014 – In der Qualifikation zur WM 2014 in Brasilien traf man in der 2. Runde in der Gruppe E auf Belize, St. Vincent und Grenada. Nach 6 Siegen aus 6 Spielen qualifizierte man sich für die 3. Runde. Dort traf man in der Gruppe A auf die USA, Jamaika und Antigua und Barbuda und schied mit 10 Punkten nur auf Grund der Tordifferenz gegenüber Jamaika aus.
- 2018 – In der Qualifikation zur WM 2018 in Russland traf die Mannschaft in der zweiten Runde im Juni 2015 auf Bermuda und konnte sich mit 0:0 und 1:0 durchsetzen. In der 3. Runde besiegte man Antigua und Barbuda mit 0:1 und 2:0, wodurch man in die 4. Runde einzog. Dort spielte die Mannschaft in der Gruppe C gegen die USA,  Trinidad & Tobago und St. Vincent. Mit 10 Punkten schied man jedoch als Gruppendritter aus.
- 2022 – In der Qualifikation zur WM 2022 in Katar traf die Mannschaft in der ersten Runde im März und Juni 2021 auf Curaçao, St. Vincent und die Grenadinen, Kuba sowie auf die Britischen Jungferninseln. Trotz drei Siegen, einem torlosen Remis im letzten Spiel gegen Curaçao und keiner Niederlage, konnte sich die Mannschaft nicht für die zweite Runde qualifizieren, da sie bei gleicher Punktzahl und Tordifferenz ein Tor weniger als Curaçao erzielte.

### CONCACAF Meisterschaft

#### CONCACAF-Nations-Cup
Ab 1973 diente das Turnier auch als WM-Qualifikation.
- 1963 – Vorrunde
- 1965 – 2. Platz
- 1967 – Sieger
- 1969 – 2. Platz
- 1971 – nicht teilgenommen
- 1973 – 5. Platz
- 1977 – 5. Platz
- 1981 – nicht qualifiziert
- 1985 – nicht qualifiziert
- 1989 – 4. Platz

#### CONCACAF Gold Cup
- 1991 – Vorrunde
- 1993 – nicht teilgenommen
- 1996 – 4. Platz
- 1998 – Vorrunde
- 2000 – Vorrunde
- 2002 – Vorrunde
- 2003 – Vorrunde
- 2005 – Vorrunde
- 2007 – Viertelfinale
- 2009 – nicht qualifiziert
- 2011 – Viertelfinale
- 2013 – nicht qualifiziert
- 2015 – Vorrunde
- 2017 – nicht teilgenommen
- 2019 – nicht teilgenommen
- 2021 – Vorrunde
- 2023 – Viertelfinale

### Zentralamerikameisterschaft

#### Copa de Naciones de la UNCAF
- 1991 – 3. Platz
- 1993 – nicht teilgenommen
- 1995 – 2. Platz
- 1997 – 2. Platz
- 1999 – 2. Platz
- 2001 – Sieger
- 2003 – 2. Platz
- 2005 – 3. Platz
- 2007 – 3. Platz
- 2009 – 6. Platz

#### Copa Centroamericana
Die Copa Centroamericana ist Nachfolger des UNCAF Nations Cups.
- 2011 – 5. Platz
- 2013 – 6. Platz
- 2014 – 2. Platz
- 2017 – nicht teilgenommen

## Rekordspieler
(Stand: 13. Januar 2024)
| Rekordspieler | Rekordspieler         | Rekordspieler      | Rekordspieler | Rekordspieler |
| Spiele        | Spieler               | Position           | Zeitraum      | Tore          |
| ------------- | --------------------- | ------------------ | ------------- | ------------- |
| 133 (132)     | Carlos Ruiz           | Angriff            | 1998–2016     | 68            |
| 106           | Guillermo Ramírez*    | Mittelfeld         | 1997–2012     | 16            |
| 104           | Gustavo Cabrera*      | Abwehr             | 2000–2012     | 2             |
| 96            | Fredy Thompson        | Mittelfeld         | 2001–2015     | 3             |
| 87            | Juan Carlos Plata     | Angriff            | 1996–2010     | 35            |
| 83            | Gonzalo Romero        | Mittelfeld         | 2000–2012     | 9             |
| 82            | Julio Girón           | Mittelfeld         | 1992–2006     | 0             |
| 80            | Edgar Estrada         | Tor                | 1995–2003     | 0             |
| 79            | José Manuel Contreras | Mittelfeld         | 2006–         | 5             |
| 79            | Mario Rodríguez       | Mittelfeld/Angriff | 2003–2013     | 10            |
| 73            | Freddy García         | Mittelfeld         | 1998–2011     | 23            |

- Quelle: Guatemala – Record International Players
- Anmerkung: * Gesperrt auf Lebenszeit wegen Spielmanipulation[2]

## Trainer
- Miguel Brindisi (1994–1997)
- Carlos Bilardo (1997–1998)
- Marlon Iván León (2005–2006)[3]
- Hernán Darío Gómez (2006–2008)
- Iván Sopegno (2014–2015)[4]
- Walter Claveri  (2015–2016)
- Walter Claveri  (2016–2019)
- Amarini Villatoro (2019–2021)
- Rafael Loredo (2021) interim
- Luis Fernando Tena (seit 2021)